# 모나크: 레거시 오브 몬스터즈
《모나크: 레거시 오브 몬스터즈》(영어: Monarch: Legacy of Monsters)는 애플 TV+에서 2023년 11월부터 방영된 미국의 SF 액션 드라마이다. 몬스터버스 세계관 작품이다.